# Barm
Denne side handler om sejl. For den kvindelige legemsdel, se bryst.
|  | Sammenskrivningsforslag Artiklen Halsbarm er foreslået føjet ind i Barm. (Siden august 2021) Diskutér forslaget |

Barm er i skibsterminologi hjørnet af et sejl.
Et råsejl har to nokbarme (nærmest råen) og to skøds-barme. Undersejlene har to nokbarme, en skødsbarm (i læside) og en halsbarm (i luvside). Et stagsejl har
faldbarm (faldsbarm), halsbarm og skødebarm (skødsbarm), et gaffelsejl har nokbarm, kværkbarm (faldbarm), halsbarm og skødebarm (skødsbarm).